# 西谷後川
西谷後川（にしやごがわ）は、新潟県南魚沼市を流れる川で、信濃川水系登川の支流（土石流危険渓流）である。

## 地理

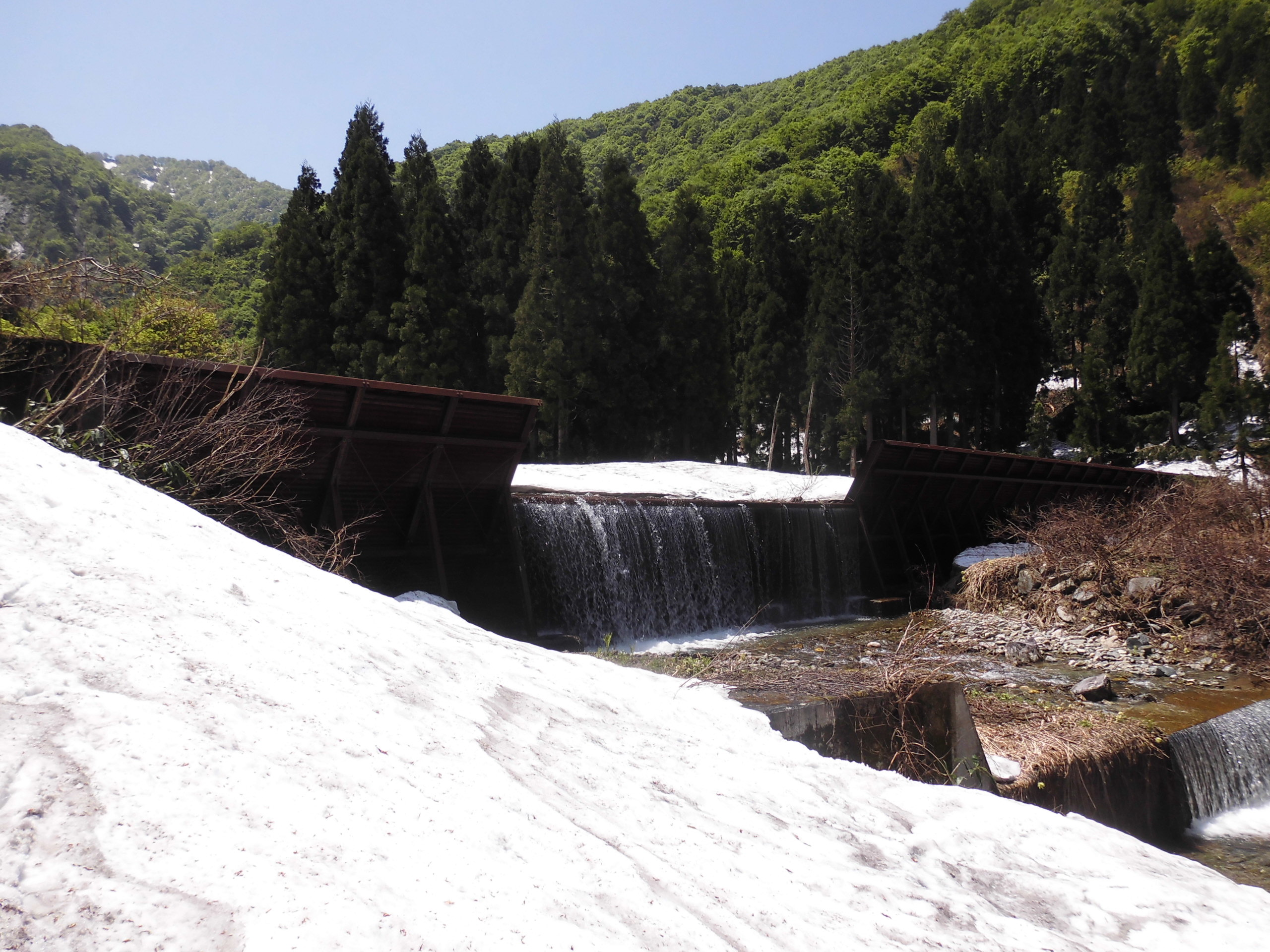
清水西谷後ロクロ沢

水源は無黒山（1,049.7メートル）。支流にロクロ沢（水源：ロクロノ頭・高平ノ頭）がある。

## 主な災害
2011年7月30日の平成23年7月新潟・福島豪雨で右岸が崩壊し、隣接する林道西谷後線と畑が浸水。ロクロ沢からの水田用水路が土砂で埋まった。

## 並行する道路
- 国道291号
- 林道西谷後線